# Vercel
A Vercel é uma empresa americana de computação em nuvem, que criou e mantém o framework de desenvolvimento web Next.js.
A Vercel oferece ferramentas de desenvolvimento, frameworks e infraestrutura em nuvem para a criação e manutenção de sites. É a criadora do v0 e do AI SDK. A empresa também mantém uma biblioteca gratuita de código aberto voltada à construção de produtos gerados por inteligência artificial.

## História
A Vercel foi fundada por Guillermo Rauch em 2015, originalmente com o nome de ZEIT. Antes disso, Rauch havia criado a biblioteca de comunicação orientada a eventos em tempo real Socket.IO e o Next.js, o framework de código aberto que a Vercel otimizou para sua plataforma. A ZEIT foi renomeada para Vercel em abril de 2020, embora tenha mantido o logotipo triangular da empresa.
Em junho de 2021, a Vercel arrecadou 102 milhões de dólares em uma rodada de financiamento Série C. Em 2023, a empresa lançou uma ferramenta de desenvolvimento web com inteligência artificial chamada v0, que cria aplicativos web a partir de comandos em linguagem natural. A ferramenta recebeu um Prêmio Webby em 2025 na categoria ferramentas de desenvolvedores. No mesmo ano, a Vercel também lançou um kit de desenvolvimento de software chamado AI SDK, projetado para permitir que desenvolvedores criem interfaces de conversação com streaming em JavaScript e TypeScript. Em maio de 2024, a Vercel levantou 250 milhões de dólares em uma rodada de financiamento que avaliou a empresa em 3,25 bilhões de dólares.

### Aquisições
Em 9 de dezembro de 2021, a Vercel adquiriu a Turborepo. Em 25 de outubro de 2022, adquiriu a Splitbee. Em 22 de janeiro de 2025, adquiriu a Tremor. Em 8 de julho do mesmo ano, adquiriu a NuxtLabs.

## Arquitetura
A arquitetura da Vercel é baseada no conceito de arquitetura componível, e as implantações são gerenciadas por meio de repositórios Git, da CLI da Vercel ou de sua API REST. A empresa é membro da MACH Alliance.
As implantações são feitas por meio de repositórios Git, com suporte a GitHub, GitLab e Bitbucket. Cada implantação recebe automaticamente um subdomínio no domínio vercel.app, embora a Vercel também ofereça suporte a domínios personalizados.
A infraestrutura da Vercel utiliza serviços da Amazon Web Services (AWS) e Cloudflare.
Em 2025, a Vercel introduziu um modelo de infraestrutura para aplicações web chamado Fluid, que permite que uma instância em uma região local processe várias requisições simultaneamente — de forma semelhante a um servidor tradicional — enquanto mantém a elasticidade dos sistemas serverless.

## Recepção
A Vercel tem entre seus clientes empresas como Airbnb, Uber, GitHub, Nike, Ticketmaster, Carhartt, IBM e McDonald's.